# 1999 (sång)
"1999" är en hitlåt skriven av artisten Prince, släppt som singel under hösten 1982. Den låg högt på flera topplistor, bland annat Billboard Hot 100 (#44). Den blev även rankad på plats #215 på Rolling Stones lista över The 500 Greatest Songs of All Time.

## Listplaceringar
| Lista (1982–1983)  | Topplacering |
| ------------------ | ------------ |
| Australien         | 47           |
| Belgien (Flandern) | 29           |
| Nederländerna      | 14           |
| Nya Zeeland        | 4            |

### Fotnoter
1. ↑  Uptown, 2004, p.37
2. ↑  ”Listplacering”. http://australian-charts.com/showitem.asp?interpret=Prince&titel=1999&cat=s. Läst 16 maj 2011.
3. ↑  ”Listplacering”. http://www.ultratop.be/nl/showitem.asp?interpret=Prince&titel=1999&cat=s. Läst 16 maj 2011.
4. ↑  ”Listplacering”. http://dutchcharts.nl/showitem.asp?interpret=Prince&titel=1999&cat=s. Läst 16 maj 2011.
5. ↑  ”Listplacering”. Arkiverad från originalet den 31 mars 2012. https://web.archive.org/web/20120331110227/http://charts.org.nz/showitem.asp?interpret=Prince&titel=1999&cat=s. Läst 16 maj 2011.